# Pierre Choumoff
Pour les articles homonymes, voir Choumoff.
Pierre Choumoff, né à Hrodna le 26 mars 1872 et mort à Lodz le 25 juin 1936, est un photographe franco-russe.
Spécialisé dans les portraits, on lui doit notamment 295 clichés d'Auguste Rodin, dont il est le principal photographe.

## Biographie
Après avoir terminé ses études à l'Institut technologique de Saint-Pétersbourg en 1894, Pierre Ivanovitch Choumoff retourne à Grodno, où il fonde la section locale du Parti socialiste. Arrêté à plusieurs reprises en raison de ses activités politiques, il émigre à Paris avec sa famille.
Initié à la photographie par son ami Jan Strożecki (pl), il travaille dans son studio parisien, rue du Faubourg-Saint-Jacques, de 1911 à 1933. En 1935, il s'installe à Lodz, où il meurt l'année suivante.
Marié à Catherine Lapin, il est notamment le père de l'ingénieur Serge Choumoff.

## Œuvre
Pierre Choumoff a réalisé de nombreux portraits de célébrités de son temps, parmi lesquelles, outre Rodin, on peut citer Anatole France, Henri de Régnier, Claude Monet, Gabriel Fauré, Albert Dieudonné, Fernand Léger, Antoine Bourdelle, Albert Gleizes, Léon Blum, Joseph Kessel, Albert Einstein,Edmond Pilon, Georges Pitoëff, Alexandre Kerenski, Anna Pavlova, Marina Tsvetaïeva, Marc Chagall, Vladimir Maïakovski, Léon Bakst, Igor Stravinsky, Serge Prokofiev, etc.

## Galerie

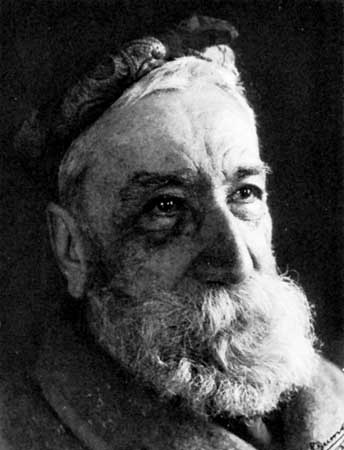
Anatole France avec un foulard, s. d.
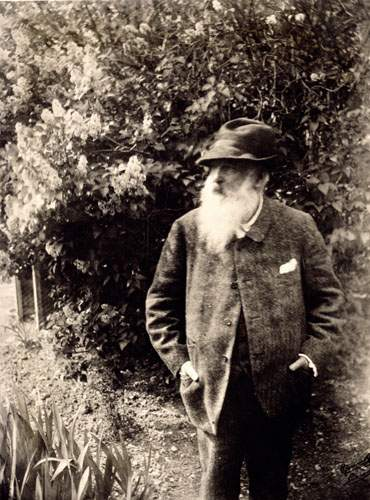
Claude Monet, v. 1915
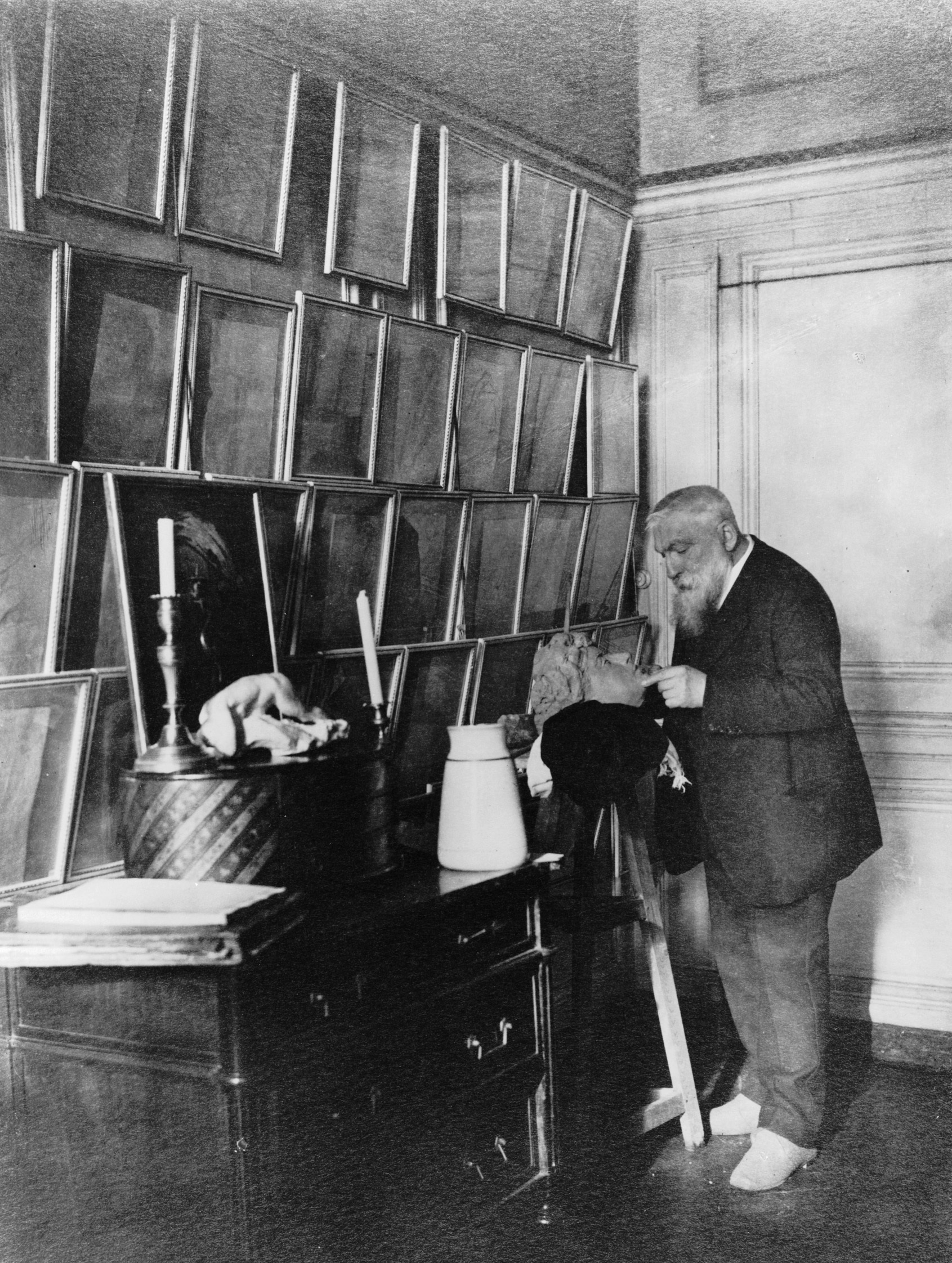
Auguste Rodin dans son atelier, années 1910
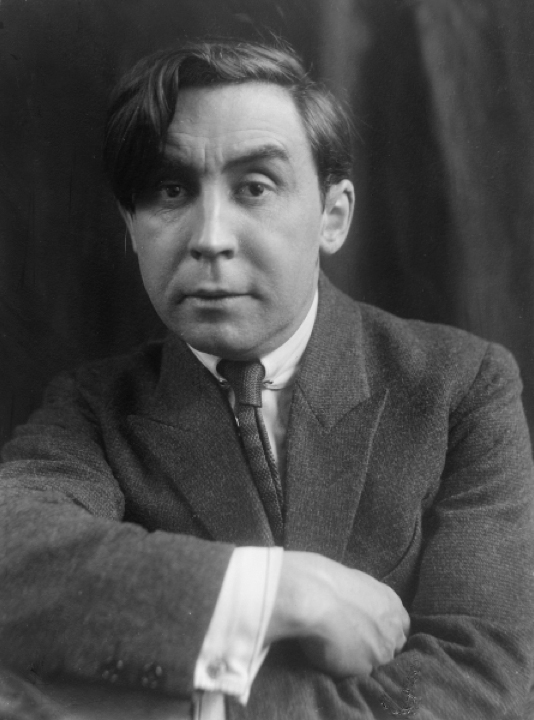
Albert Gleizes, v. 1920
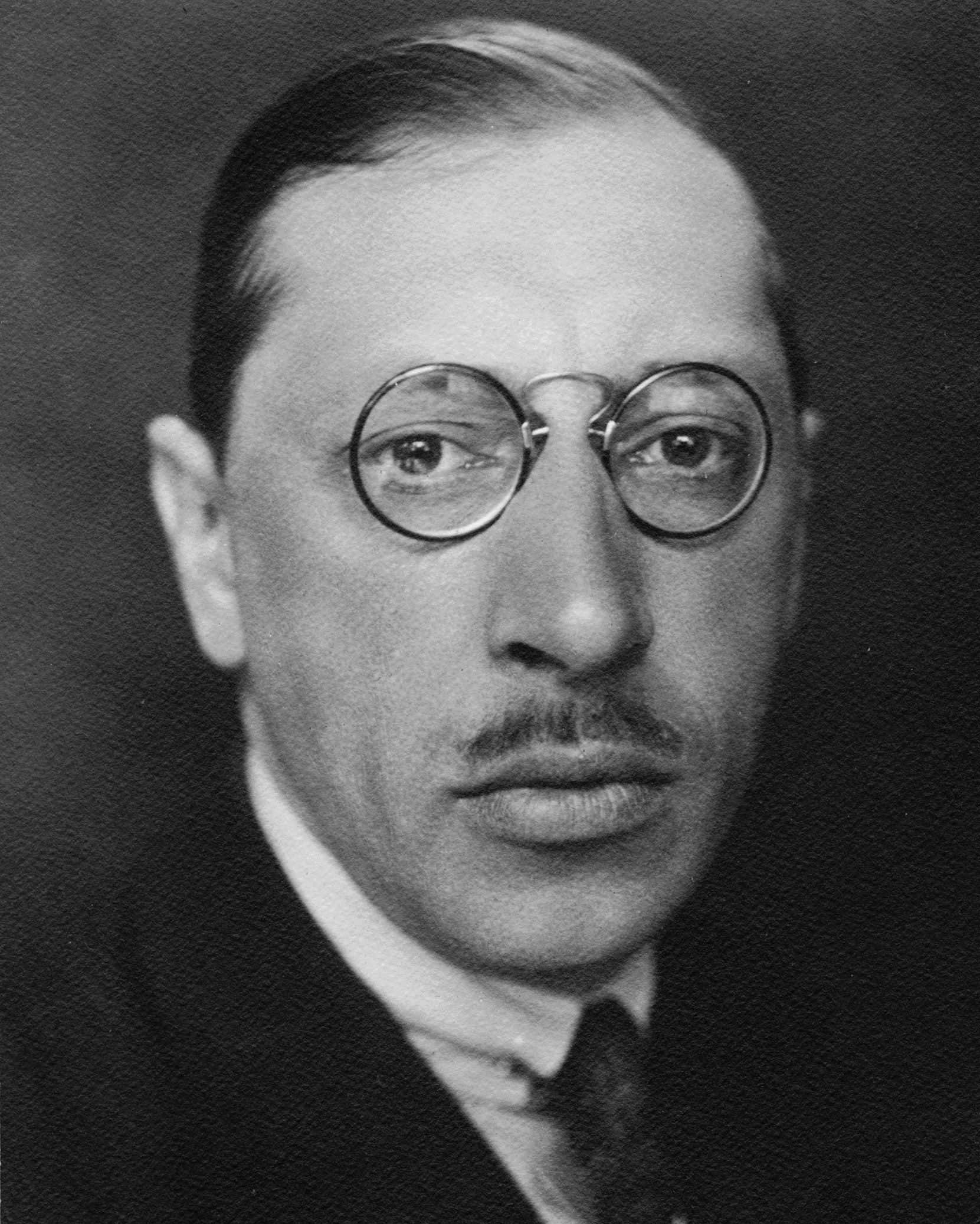
Igor Stravinsky, années 1920
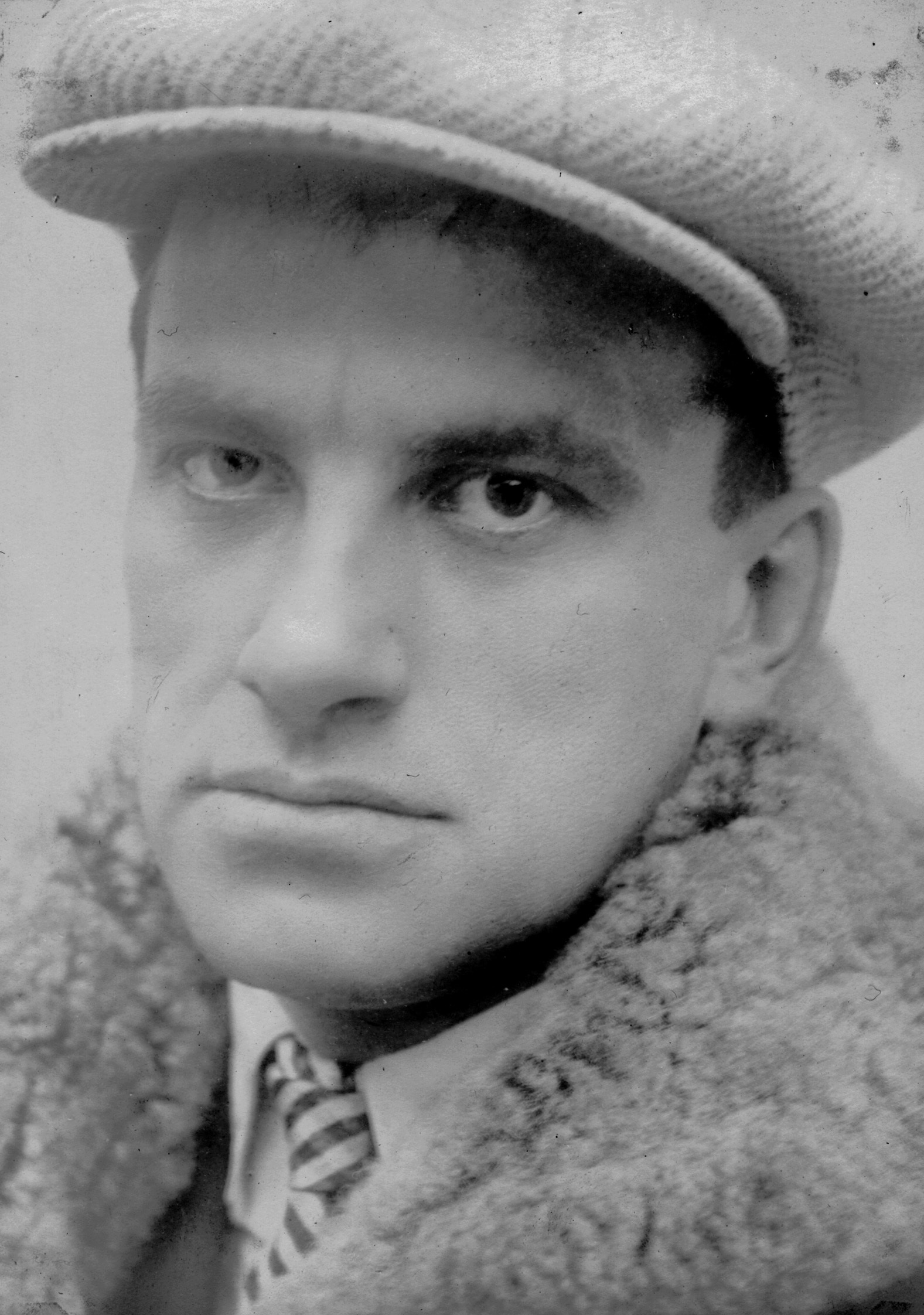
Vladimir Maïakovski, années 1920
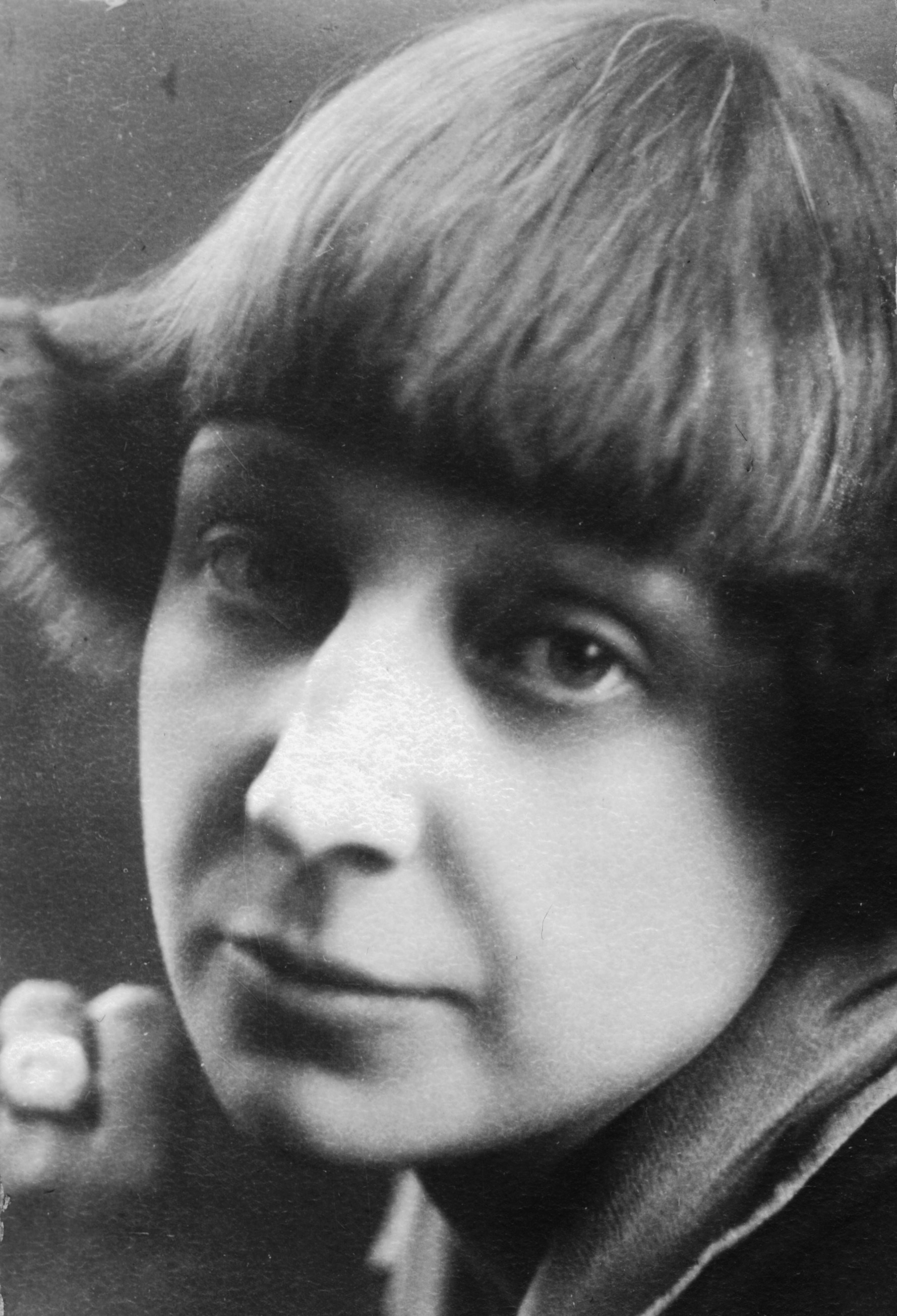
Marina Tsvetaïeva, 1926